# Discipline umanistiche
Le discipline umanistiche sono discipline accademiche che studiano i vari aspetti della cultura, società e della condizione umana. Durante il Rinascimento, il termine era riferito allo studio della lingua e letteratura classica, in confronto con gli studi religiosi. Gli studi umanistici erano una parte fondamentale dei corso di studi secolare all'epoca. Oggigiorno, le discipline umanistiche sono spesso definite come quei campi di studio che non rientrano fra le scienze naturali, le scienze sociali, le scienze formali o le scienze applicate. A differenza dell'approccio scientifico, primariamente empirico, i metodi umanistici sono principalmente legati alla critica, alla speculazione e all'interpretazione, e hanno inoltre un importante elemento storico.
Nel loro complesso, le discipline umanistiche comprendono la letteratura, la filosofia, la storia, la storia dell'arte, la filologia, la semiotica, le arti visive e le arti performative.

## Storia
Nel mondo antico occidentale lo studio dell'umanistica trova le sue radici nell'antica Grecia. In epoca romana si arrivò ad elaborare il concetto delle sette arti liberali: le tre discipline filosofico-letterarie del trivio (artes sermocinales: grammatica, retorica e dialettica) che venivano completate dalle quattro discipline del quadrivio, attribuite alla sfera matematica (artes reales: aritmetica, geometria, musica e astronomia) concetto poi espresso nel medioevo.
Importante fu il movimento culturale dell'umanesimo, che cambiò notevolmente il rapporto con le scienze umane in generale, considerandole maggiormente come materie di studio e, quindi, sottoponendole ad un metodo.

## Dibattito epistemologico
"Le discipline umanistiche e sociali sono costitutivamente animate da pluralismo epistemologico e metodologico, e quindi differiscono al loro interno per opzioni fondamentali, metodi di indagine, criteri di qualità e di rilevanza. Piuttosto, è interessante osservare come, nello sviluppo storico delle discipline, si sono affrontati problemi come la cumulatività del sapere, l’orientamento alla ricerca di regolarità (nomotetico) o allo studio dettagliato di casi singoli (idiografico), l’adozione di metodologie qualitative o quantitative".
L'evidenza di queste caratteristiche, in una delle principali di tali discipline come la storia, fu data da Marc Bloch nella sua Apologia della storia: una "conoscenza per tracce", quella dell'osservazione storica, cui lo storico non partecipa direttamente (raccoglie solo testimonianze sia scritte che non scritte che provengono dalle epoche del passato, spesso in modo necessariamente incompleto); egli quindi non può verificare di persona i fatti che descrive, anche se la conoscenza che si può avere di essi è in evoluzione e si trasforma "senza posa".

## Sbocchi professionali
La facoltà di lettere per un lungo periodo di tempo era orientata prevalentemente a creare i futuri professori di scuole medie superiori, inferiori ed università. Negli ultimi tempi, si è aperta anche a creare figure professionali che riescono a trovare sbocchi occupazionali anche nel mondo delle aziende, del giornalismo e dell'editoria.
"Un’indagine condotta in Italia sulla condizione del lavoro accademico [Moscati 1997] fornisce alcuni dati empirici per cercare di capire i comportamenti nei diversi ambiti disciplinari. Dall’indagine emerge che, in generale, le attività di mercato o di quasi-mercato (prestazioni in conto terzi, contratti e convenzioni) interne all’università coinvolgono un numero limitato di accademici (meno del 30%). Com’era prevedibile sono soprattutto le scienze dure a giocare il ruolo preminente di coinvolgimento con percentuali maggiori a medicina (quasi il 60%) e in misura via via minore a ingegneria (oltre 37%), agraria e veterinaria e architettura. All’estremo opposto si collocano le discipline molli, sia quelle del tipo "puro" come lettere che quelle "applicate" come giurisprudenza e magistero (oggi trasformata in scienza dell’educazione).